# Полятино
Полятино — деревня в Чагодощенском районе Вологодской области.
Входит в состав Лукинского сельского поселения, с точки зрения административно-территориального деления — в Лукинский сельсовет.
Расстояние по автодороге до районного центра Чагоды — 55 км, до центра муниципального образования деревни Анишино — 14 км. Ближайшие населённые пункты — Бельское, Наумовское, Подлипье.
По данным переписи в 2002 году постоянного населения не было.